# Língua protobalto-eslávica

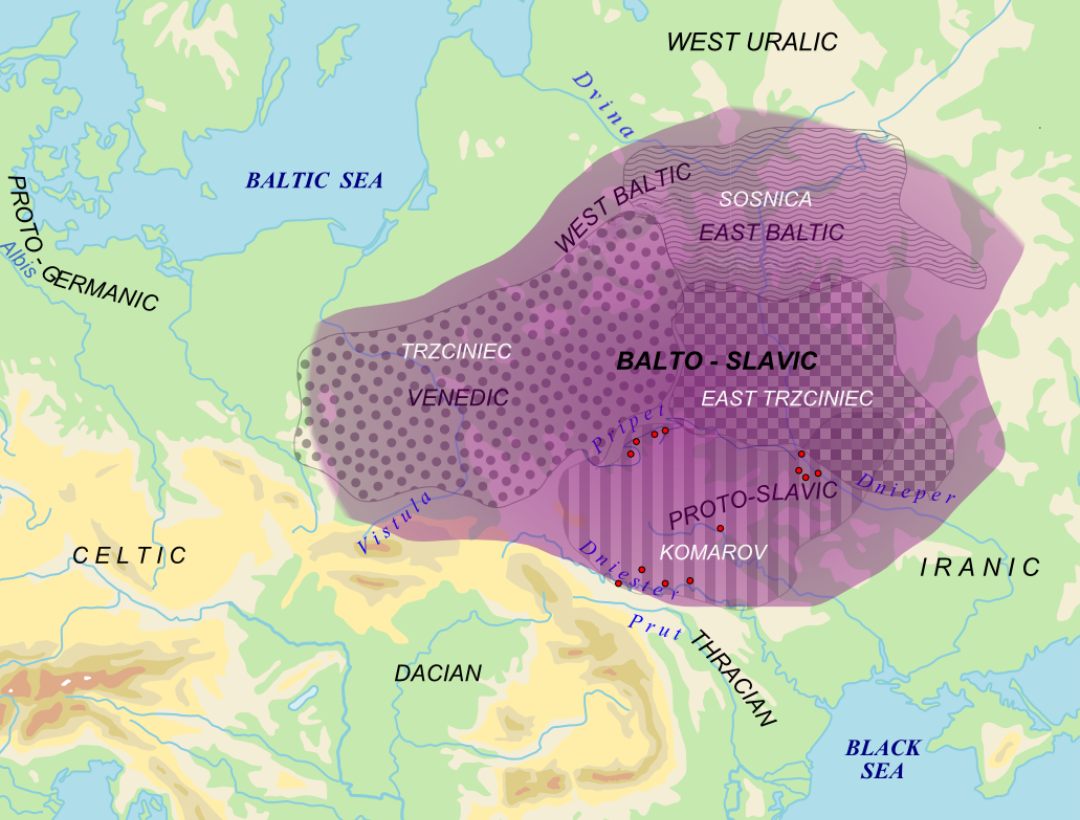
Nesse mapa podemos ver as regiões que haviam a maior incidência dessa hipotética língua.

A língua protobalto-eslávica ou protobalto-eslava é uma língua hipotética e reconstruída, descendente do protoindo-europeu, da qual teriam derivadas todas as línguas da árvore linguística balto-eslávica. Isso inclui: o lituano, o polonês, o russo e o servo-croata, dentre outros.
Assim como a maioria das outras protolínguas, o protobalto-eslávico não é atestado por nenhum texto sobrevivente, mas os linguistas usam o método comparativo para a reconstrução de palavras. Existem várias isoglossas que as línguas bálticas e eslavas compartilham em fonologia, morfologia e sotaque, que representam inovações comuns dos tempos protoindo-europeus e podem ser organizadas cronologicamente.